# David Margoliouth
David Samuel Margoliouth (ur. 17 października 1858 w Londynie, zm. 22 marca 1940, tamże) – brytyjski orientalista i ksiądz anglikański, tłumacz języka arabskiego, profesor uniwersytetu w Oksfordzie w latach 1889-1937, znawca kultury oraz literatury arabskiej, także badacz filologii hebrajskiej i syryjskiej.